# Rue Émile-Landrin
Ne doit pas être confondu avec Place Émile-Landrin.
La rue Émile-Landrin est une voie du 20e arrondissement de Paris, en France.

## Situation et accès
La rue Émile-Landrin est une voie publique située dans le 20e arrondissement de Paris. Elle débute au 50, rue des Rondeaux et se termine au 235, rue des Pyrénées.

## Origine du nom

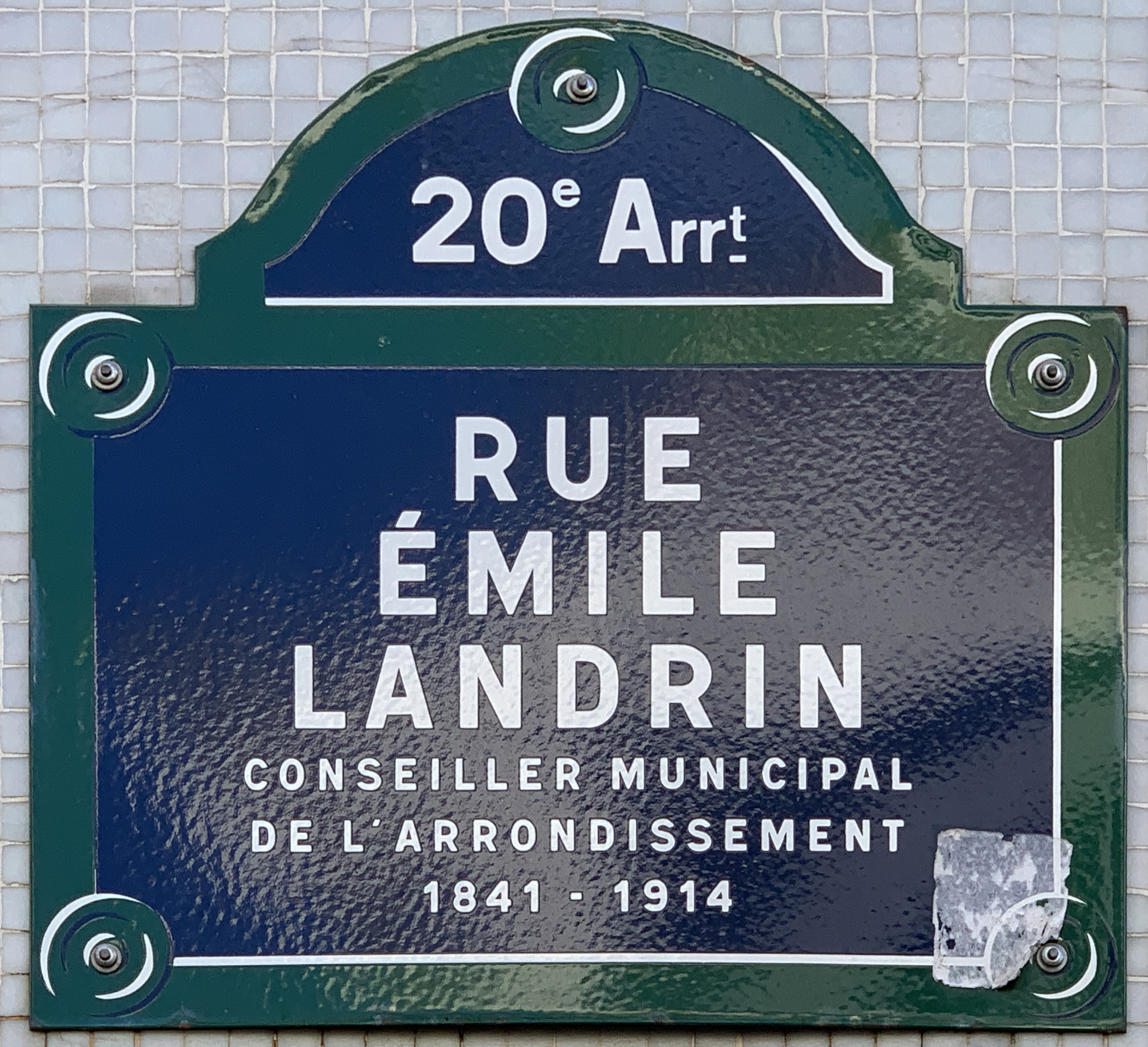
Plaque de la rue.

Elle doit son nom au conseiller municipal du 20e arrondissement Émile Landrin (1841-1914), qui « dévoua sa vie à l’amélioration du sort de la classe ouvrière », et qui donna également son nom à la place Émile-Landrin en 1934. Cet édile a également été honoré de la même manière dans la ville de Boulogne-Billancourt en 1927.

## Historique
Cette rue a été formée par la réunion du passage des Rondonneaux et de la rue Malte-Brun :
- le passage des Rondonneaux, anciennement sentier de la Cloche ou sentier de traverse de la Cour-des-Noues, est indiqué sur le cadastre de 1812 de l'ancienne commune de Charonne ;
- la rue Malte-Brun était précédemment une partie de la rue des Champs et du sentier du Centre de la Cour-des-Noues, puis une partie de la rue des Prairies.

En 1935, la rue s'étendait jusqu'à la rue du Cher et fut amputée de la partie située entre cette dernière et la rue des Pyrénées qui prit le nom de « rue de la Cour-des-Noues ».

## Bâtiments remarquables et lieux de mémoire
Émile de La Bédollière décrit le chemin de la Cloche  comme étant raviné à la façon d’un torrent. La présence, en ce lieu, d’une source d’eau abondante est à l’origine de plusieurs projets d’implantation, à proximité, d’un grand marché aux bestiaux. L’annexion de 1859 a mis un terme à ces projets .